# Phénarète
Phénarète ou Phaenarete (en grec ancien : Φαιναρέτη /  Phainarétē) est la mère du philosophe athénien Socrate et de son demi-frère Patroclès.

## Biographie
On ne sait que très peu de choses sur la vie de Phénarète. Son nom signifie « qui fait apparaître la vertu ». D'origine pélasgienne, elle vit à Athènes où elle exerce la profession de sage-femme, l'une des rares ouvertes aux femmes - souvent de bonnes familles - dans l'Antiquité grecque. Elle est d'abord l'épouse de Sophronisque, un sculpteur ou tailleur de pierre décédé avant 424 avant J.-C., avec lequel elle a Socrate vers 470/469 avant J.-C. Elle se remarie ensuite avec Chérédème, père de Patroclès et beau-père de Socrate.

## Postérité

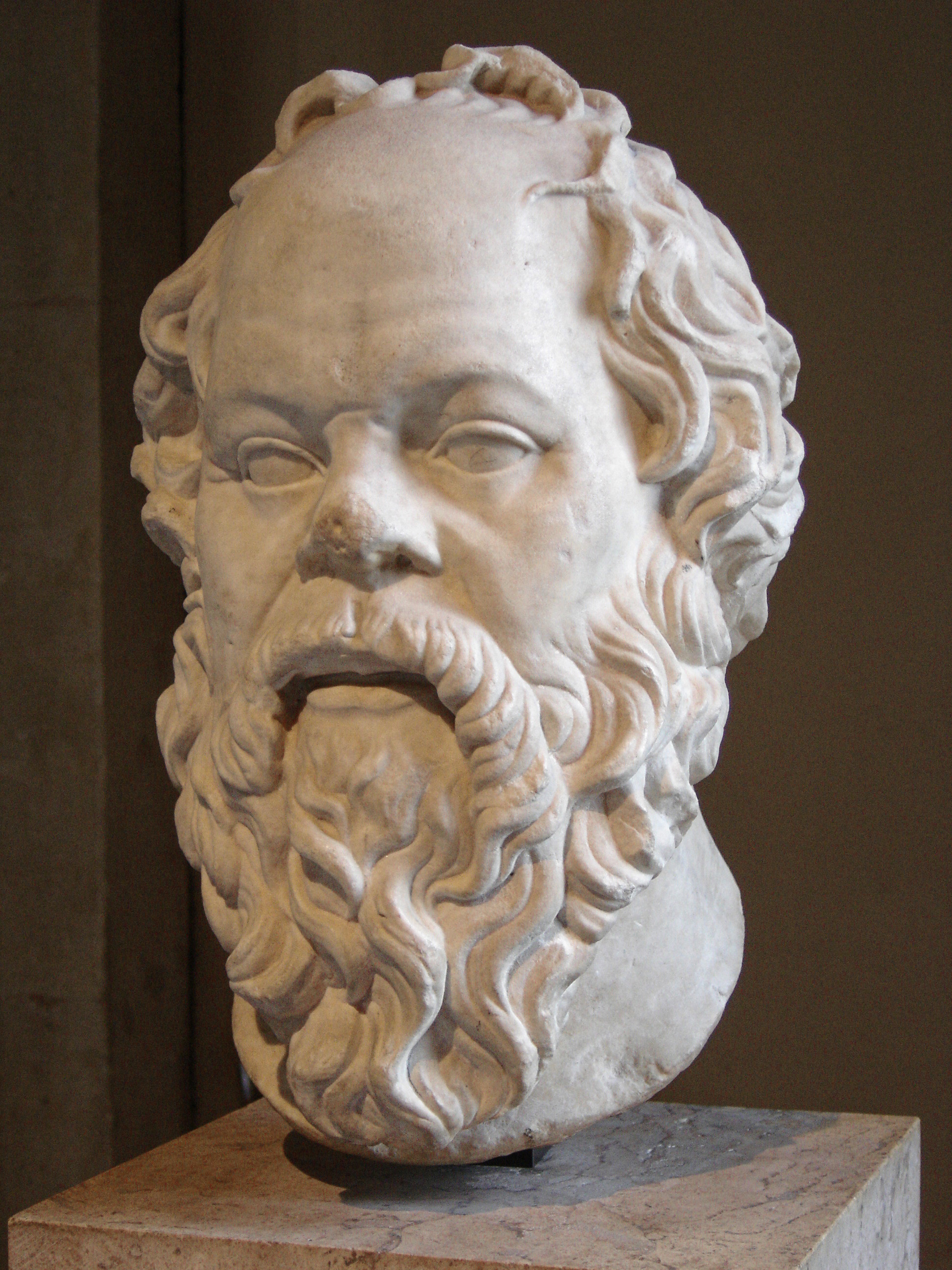
Buste de Socrate, fils de Phénarète (Ier siècle, Musée du Louvre.

Phénarète reste essentiellement connue pour avoir été la mère de Socrate, l'un des principaux fondateurs de la philosophie grecque. Dans le Théétète, Platon raconte que Socrate comparait son travail de philosophe au travail de sa mère, créant ainsi un parallèle entre la maïeutique (du grec ancien μαιευτικός) en tant qu'art de faire accoucher tant les corps que les esprits. Cette métaphore aura de nombreuses répercussions dans l'histoire de la philosophie. Il est toutefois possible que le nom de Phénarète et son métier ne soient que des inventions destinées à souligner les propos de Socrate sur la maïeutique.

## Sources
Les sources concernant Phénarète sont extrêmement rares. Socrate n'a rien écrit et ne nous donne donc aucun témoignage sur sa mère. Les textes de Platon (notamment le Théétète[Où ?]), de Xénophon et d'Eschine de Sphettos restent les principales sources sur Socrate et a fortiori sur sa mère.